# サイモン・クラファー
サイモン・クラファー (Simon Crafar, 1969年1月15日 - ) は、ニュージーランド・ワイオウル出身のオートバイレーサー。

## 経歴
1991年、マレーシアのスーパーバイク選手権でチャンピオンとなる。1993年には第4戦スペインGP、500ccクラスのレースにハリス・ヤマハのマシンを駆ってデビューを果たす。第8戦ヨーロッパGPからは、ジョン・コシンスキーの後釜としてラッキーストライク・スズキ250ccチームでワークス仕様のRGV-Γ250を駆った。しかしクラファーは、自分の体格には小さすぎる250ccマシンのライディングを楽しむことはできなかった。
1994年、クラファーは同郷のアーロン・スライトのチームメイトとして、Rumiチームでセミワークス仕様のホンダ・RVF/RC45を駆ってスーパーバイク世界選手権にフル参戦を開始し、初年度はシリーズランキング5位に入った。翌1995年シーズンも当初はRumiチームに残留していた。しかしホンダのワークスチームのダグ・ポーレンがシーズン序盤にチームを去ったため、クラファーはその後釜としてワークスチームのセカンドライダーの地位を得て、エースライダーのスライトと再び組むことになった。ワークスマシンを得たクラファーはシーズン終盤にかけて徐々に強さを発揮し、第10戦アッセンのレース1では2位表彰台を獲得した。
翌1996年にはカワサキに移籍。1997年には2位を2回、3位を3回獲得するなどの活躍でシリーズ5位に入った。スーパーバイク世界選手権ではここまでトータルで10回表彰台に立ったものの、勝利は挙げられないままだった。
1998年、クラファーはレッドブル・WCM・ヤマハチームからロードレース世界選手権500ccクラスに復帰。ワークス仕様のYZR500を得たクラファーは、ドニントンでおこなわれた第8戦イギリスGPにおいてグランプリ初優勝を果たした。この勝利はWCMチームにとっても初勝利であり、またダンロップタイヤにとってはドライレースで挙げた最後のGP最高峰クラスでの勝利となっている。
翌1999年シーズン序盤はWCMチームに残留したが、新しいミシュランタイヤへの順応に苦しみ成績は低迷、シーズン途中でギャリー・マッコイにシートを奪われることになった。前年度勝利を挙げたドニントンにはMuZチームから参戦し10位入賞。これがクラファーにとって最後のGPとなった。500ccクラスでは通算25レースに出場、3度の表彰台を記録した。
2000年にはスーパーバイク選手権にスライトの代役として2ラウンドのみ出場した。2002年にはヤマハのマシンを駆ってブリティッシュスーパーバイク選手権に出場、2回3位表彰台を獲得してシリーズ8位に入った。
現在はロードレース世界選手権の公式コメンテーターを務めている

## 主なレース戦績

### ロードレース世界選手権[3]
| シーズン | クラス | バイク       | 出走 | 優勝 | 表彰台 | PP | ポイント | 順位 |
| -------- | ------ | ------------ | ---- | ---- | ------ | -- | -------- | ---- |
| 1995年   | 500cc  | ハリスヤマハ | 5    | 0    | 0      | 0  | 7        | 25位 |
| 1995年   | 250cc  | スズキ       | 7    | 0    | 0      | 0  | 17       | 21位 |
| 1998年   | 500cc  | ヤマハ       | 14   | 1    | 3      | 1  | 119      | 7位  |
| 1999年   | 500cc  | ヤマハ MuZ   | 6    | 0    | 0      | 0  | 19       | 18位 |
| 合計     |        |              | 32   | 1    | 3      | 1  | 162      |      |

### スーパーバイク世界選手権[5]
| シーズン | バイク          | 出走 | 優勝 | 表彰台 | PP | FL | ポイント | シリーズ順位 |
| -------- | --------------- | ---- | ---- | ------ | -- | -- | -------- | ------------ |
| 1989年   |                 | 4    | 0    | 0      | 0  | 0  | 0        | -            |
| 1990年   | ヤマハ          | 2    | 0    | 0      | 0  | 0  | 12       | 39位         |
| 1991年   |                 | 2    | 0    | 0      | 0  | 0  | 0        | -            |
| 1992年   | ホンダ          | 9    | 0    | 0      | 0  | 0  | 12       | 39位         |
| 1993年   | ドゥカティ      | 6    | 0    | 0      | 0  | 1  | 32       | 21位         |
| 1994年   | ホンダ          | 22   | 0    | 0      | 0  | 0  | 153      | 5位          |
| 1995年   | ホンダ          | 24   | 0    | 2      | 0  | 0  | 187      | 6位          |
| 1996年   | カワサキ        | 24   | 0    | 1      | 0  | 0  | 180      | 7位          |
| 1997年   | カワサキ        | 24   | 0    | 2      | 1  | 1  | 234      | 5位          |
| 2000年   | ホンダ カワサキ | 6    | 0    | 0      | 0  | 0  | 20       | 30位         |
| 合計     |                 | 123  | 0    | 10     | 1  | 2  | 830      |              |

### 鈴鹿8時間耐久ロードレース[6]
| 開催年 | バイク                   | チーム                         | パートナー           | 総合順位 |
| ------ | ------------------------ | ------------------------------ | -------------------- | -------- |
| 1989年 | ヤマハ・FZR750R          | YSP目白スーパーエンジェル      | Toshiharu Kaneko     | 43位     |
| 1992年 | ホンダ・VFR750R          | 元林&チームヨシハル            | Jun Suzuki           | 18位     |
| 1996年 | カワサキ・ニンジャZX-7RR | オリコカワサキレーシングチーム | アンソニー・ゴバート | 2位      |
| 1997年 | カワサキ・ニンジャZX-7RR | ラッキーストライク・カワサキ   | 柳川明               | 7位      |
| 1998年 | ヤマハ・YZF750           | マールボロ・ヤマハRT           | 芳賀紀行             | 6位      |
| 2000年 | ヤマハ・YZF-R7           | ヤマハ・レーシング・チーム     | 辻村猛               | 16位     |